# Simulium brachyantherum
Simulium brachyantherum är en tvåvingeart som beskrevs av Rubtsov 1947. Simulium brachyantherum ingår i släktet Simulium och familjen knott. Inga underarter finns listade i Catalogue of Life.